# Тодони, Анка
Анка Алексия Тодони (рум. Anca Alexia Todoni; род. 10 октября 2004[…], Тимишоара) — румынская профессиональная теннисистка. Победительница двух турниров WTA 125 в одиночном разряде; победительница девяти турниров ITF (пять — в одиночном разряде).
С 2023 года Тодони представляет Румынию на Кубке Билли Джин Кинг, где её рекорд W/L: 1—0.

## Спортивная карьера
В 2022—2023 годах стала победительницей пяти турниров ITF в одиночном разряде.
И в 2023—2024 годах стала победительницей ещё четырёх турниров ITF в парном разряде.

### 2024—2025
В начале июня 2024 года стала чемпионкой турнира WTA 125 Открытый чемпионат Апулии в Бари (Италия), где в финале победила венгерку Панну Удварди со счётом 6-4, 6-0.
В начале июля 2024 года успешно прошла квалификацию и вышла в основную сетку Уимблдонского турнира, где дошла до второго круга соревнований в котором проиграла опытной американке Кори Гауфф со счётом 2-6, 1-6.
В начале октября 2024 года вместе с кипрской теннисисткой Ралукой Шербан стала финалисткой 75-тысячного турнира ITF W75 Šibenik Open в Шибенике (Хорватия) в парном разряде, где она в финале проиграла Амариссе Тот и Живе Фалкнер со счётом 1-2 ret.
В начале января 2025 года стала победительницей квалификации, в финале квалификации победив американку Варвару Лепченко со счётом: 6-3, 6-2, и вышла в основную сетку одиночного разряда турнира Большого шлема Открытого чемпионата Австралии. Где она в первом круге проиграла опытной китаянке Чжэн Циньвэнь со счётом 6-7(3), 1-6.

## Итоговое место в рейтинге WTA по годам
| Год  | Одиночный рейтинг | Парный рейтинг |
| 2024 | 113               | 295            |
| 2023 | 250               | 618            |
| 2022 | 893               | 1370           |